# 瓦拉奇科柳山
19°22′48″S 66°26′12″W / 19.38000°S 66.43667°W
瓦拉奇科柳山（Warachi Qullu），是玻利維亞的山峰，位於該國西南部波托西省的安東尼奧基哈羅省，屬於安第斯山脈的一部分，海拔高度5,029米。